# Elfriede Jelinek
Elfriede Jelinek (født 20. oktober 1946 i Mürzzuschlag, Steiermark) er en østrigsk forfatter og dramatiker. I 2004 fik hun nobelprisen i litteratur for "den musikalske strøm af stemmer og modstemmer i romaner og dramaer, der afslører samfundsmæssige klichéers absurditet og tvingende magt". 
I 1998 modtog hun Georg Büchner-prisen. 

## Udvalgte værker

### Romaner
- bukolit. hörroman; Wien 1979
- wir sind lockvögel baby!; Reinbek 1970
- Michael. Ein Jugendbuch für die Infantilgesellschaft; Reinbek 1972
- Die Liebhaberinnen; Reinbek 1975
- Die Ausgesperrten; Reinbek 1980
- Die Klavierspielerin; Reinbek  1983
- Oh Wildnis, oh Schutz vor ihr; Reinbek 1985
- Lust; Reinbek 1989
- Die Kinder der Toten; Reinbek 1997
- Gier; Reinbek 2000

### Dramatik
- Was geschah, nachdem Nora ihren Mann verlassen hatte; 1977
- Clara S.; 1981
- Burgtheater; 1983
- Krankheit oder Moderne Frauen; 1984
- Präsident Abendwind; 1987
- Wolken.Heim; 1988
- Totenauberg; 1991
- Raststätte; 1994
- Stecken, Stab und Stangl; 1996
- Ein Sportstück; 1998
- er nicht als er; 1998
- In den Alpen
- Das Werk
- Prinzessinnendramen
- Bambiland; 2003'